# Карасу (река в Турция)
Карасу, Западен Ефрат (на турски: Karasu) е река в Източна Турция, дясна съставяща на река Ефрат. Дължина 470 km, площ на водосборния басейн около 22 000 km². Река Карасу води началото си от западния склон на хребета Каргапазаръ (в северозападната част на Арменската планинска земя), на 2147 m н.в., във вилаета Ерзурум, в Източна Турция. По цялото си протежение тече предимно в посока запад-югозапад, а в най-долното – на югоизток, в тясна и дълбока долина през северозападната част на Арменската планинска земя), през вилаетите Ерзурум, Ерзинджан и Елязъг. Долината ѝ се разширява само на две места в районите на градовете Ерзурум и Ерзинджан.
В западната част на последния вилает се слива с идващата отляво река Мурат (в язовира Кебан, на 821 m н.в.) и двете заедно дават началото на най-голямата река Западна Азия Ефрат. Основни притоци: Тузла (ляв); Маден и Чалтъ (десни). Реката има ясно изразено пролетно пълноводие , а през останалото време от годината е маловодна. На участъците със спокойно течение през зимата замръзва. В долното ѝ течение през 1979 г. е изграден хидровъзелът Кебан (най-големия в Турция), водите на който се използват за напояване и добив на електроенергия. Най-големите градове по течението ѝ са Ерзурум и Ерзинджан. По цялото ѝ протежение, с изключение на най-горното и най-долното ѝ течение преминава участък от жп магистрала Анкара – Тбилиси.